# Elpusztult magyarországi múzeumi gyűjtemények
Az alábbi oldal az elpusztult magyarországi múzeumi gyűjteményeket mutatja be.

## Történetük
A 19. században nagy múzeumalapítási hullám söpört végig Magyarországon. Az azóta eltelt időszakban újabb és újabb múzeumok és muzeális jellegű intézmények nyíltak (némelyek be is zártak), és a már létező múzeumok műtárgygyűjteménye is folyamatosan növekedett. Ennek ellenére több példa volt arra, hogy jelentős műtárgy együttesek, gyűjtemények különböző okokból elpusztultak az idők során.
1917 és 1925 között csendőrség használta a balassagyarmati Palóc Múzeum épületét. Becslések szerint ez az időszak a múzeum tárgyainak 80%-át érintő pusztulással járt.
A legjelentősebb tárgypusztulások a második világháború során érték a múzeumokat. A budapesti tűzoltók első muzeális gyűjteménye (Kun u. 1.) egy 1944-es bombázás során semmisült meg. (Az 1950-es években újabb intézményt alapítottak ilyen célra, ez a mai Tűzoltó Múzeum.) Sok tárgy pusztult el a háború idején Kiscelli Múzeumban is. 1945-ben közel 25.000 oklevél és könyv, nagy méretű festmények, több száz grafikai alkotás égett el egy bombázás során kigyulladt vagonban Zalaegerszegen. A tárgyak a Székely Nemzeti Múzeumhoz tartoztak, nyugatra szállításuk folyamatban volt. A Szépművészeti Múzeumban festmények semmisültek meg, vagy vesztek el ebben az időszakban. A Közlekedési Múzeum műtárgyainak a bombázások miatt 3/4-e, konkrétan a vasúti gyűjteményének 75%-a, hajózási gyűjteményének közel 100%-a, légiközlekedési gyűjteményének, és motor és légcsavar-gyűjteményének nagy része elpusztult. (A belövések után fosztogatások érték a gyűjtemény megmaradt darabjait.) Nem maradt ki a Magyar Mezőgazdasági Múzeum sem a sorból: 1944-ben több bombatalálat érte a múzeumot jelentős pusztulásokat magával vonva. A Magyar Nemzeti Múzeumban egy 1945-ös tűzvész pusztított el mintegy 500 lakatos készítményt.
Teljesen elpusztult 1945-ben az Óbudai Árpád Múzeum anyaga, a kiskunhalasi Thorma János Múzeum anyaga, a budapesti Bűnügyi Múzeum (10.000 műtárgy), és a nagykanizsai Thúry György Múzeum néprajzi gyűjteménye. A második világháború során a vidéki múzeumok muzeális anyagai a következő károkat szenvedték: Debrecen 10%, Nyíregyháza 10%, Sopron 25%, Szekszárd 50%, Kaposvár 50%, Balassagyarmat 80%, Kecskemét 95%, Karcag 100%. A Közgyűjtemények Országos Felügyelőségének elnöke a háború után ilyen nyilatkozatot tett: „Múzeumaink – elsősorban a történeti és néprajzi anyag – háborús károsodása, vesztesége igen nagymérvű és ma már alig pótolható. Az elveszett, elhurcolt, megsemmisült muzeális anyag némi pótlása, kiegészítése, gyarapítása csupán tervszerű, rendszeres és megfelelő gyűjtés útján biztosítható.”
Az 1956-os forradalom idején az Nemzeti Múzeumban elhelyezett Természettudományi Múzeumhoz tartozó ásványtár, Kittenberger Kálmán-féle Afrika-kiállítás, a 36.000 tételes madártár, őslénytár – beleértve a Kossuth Lajos által gyűjtött csiga- és kagylókat – anyaga mellett a múzeum szakkönyvtára és tudományos dokumentációk semmisültek meg. A Baross utcai raktárban alkoholban tartósított hüllő- és kétéltű preparátumok nagy tömege égett el.
A Magyar Mezőgazdasági Múzeumot a második világháborús pusztulások után 1956-ban újabbak érték: belövések következtében semmisült meg a halászati, erdészeti, és vadászati kiállításban elhelyezett műtárgyak egy része.